# Prazer culposo
Um prazer culposo é alguma coisa (como um filme, um programa de televisão, uma peça de música ou uma atividade) que é desfrutada apesar de se entender que geralmente não é muito apreciado ou é visto como incomum ou estranho. Por exemplo, uma pessoa pode secretamente gostar de um filme, mas, admitir que esse filme em particular é mal feito e/ou visto por todos como "ruim".
Também pode ser utilizado para se referir ao gosto de alguém por alimentos que são considerados evitar, especialmente por razões de saúde . Por exemplo, café, bebidas alcoólicas, fumo e comer um pedacinho de chocolate depois do jantar são considerados por muitos como prazeres culposos.